# Гексафторостаннат(IV) стронция
Гексафторостаннат(IV) стронция — неорганическое соединение,
соль стронция и гексафторооловянной кислоты
с формулой Sr[SnF6],
бесцветные кристаллы,
растворяется в воде,
образует кристаллогидраты.

## Физические свойства
Гексафторостаннат(IV) стронция образует бесцветные кристаллы.
Растворяется в воде.
Образует кристаллогидрат состава Sr[SnF6]•2H2O — моноклинные прозрачные кристаллы, которые разлагаются при температуре выше 100°С.